# Jimmy Brown
Jimmy Brown , né le 28 avril 1965 à Hialeah en Floride, est un joueur de tennis américain, professionnel de 1981 à 1992.

## Carrière
Jimmy Brown a disputé la finale des Internationaux de France junior en 1981 perdue contre Mats Wilander. Il passe professionnel quelques mois plus tard après son titre de champion des États-Unis des moins de 18 ans (plus jeune vainqueur du tournoi). Il entre dans le top 100 mondial à 17 ans et trois mois et atteint son meilleur classement fin 1983 (42e rang) grâce à un titre au Challenger de Parioli, une finale à Venise, une demi-finale à Toulouse, ainsi que des quarts de finale à Boston, North Conway et Indianapolis. Il passe le restant de sa carrière à naviguer dans le top 150.
Il dispute trois autres finales sur le circuit Grand Prix sans parvenir à s'imposer. Outre son titre à Parioli, il a gagné en Challenger à Raleigh en 1986, 1987 et 1989. Il est aussi finaliste à Turin en 1990 et à Pembroke Pines en 1991.

## Palmarès

### Finales en simple messieurs
| No | Date       | Nom et lieu du tournoi                         | Catégorie | Dotation  | Surface      | Vainqueur             | Score         |  |
| -- | ---------- | ---------------------------------------------- | --------- | --------- | ------------ | --------------------- | ------------- |  |
| 1  | 06-06-1983 | Torneo Internazionale Citta di Venezia, Venise |           | 75 000 $  | Terre (ext.) | Roberto Argüello      | 2-6, 6-2, 6-0 |  |
| 2  | 07-05-1984 | Tournoi de tennis de Florence, Florence        |           | 75 000 $  | Terre (ext.) | Francesco Cancellotti | 6-3, 6-3      |  |
| 3  | 16-09-1985 | Grand Prix Passing Shot, Bordeaux              |           | 80 000 $  | Terre (ext.) | Diego Pérez           | 6-4, 7-6      |  |
| 4  | 06-02-1989 | Chevrolet Classic, Guarujá                     |           | 100 000 $ | Dur (ext.)   | Luiz Mattar           | 7-6, 6-4      |  |

## Parcours dans les tournois duGrand Chelem

### En simple
| Année | Open d'Australie | Open d'Australie | Internationaux de France | Internationaux de France | Wimbledon | Wimbledon | US Open         | US Open         |
| ----- | ---------------- | ---------------- | ------------------------ | ------------------------ | --------- | --------- | --------------- | --------------- |
| 1981  | —                | —                | —                        | —                        | —         | —         | 1er tour (1/64) | A. Cortes       |
| 1982  | —                | —                | —                        | —                        | —         | —         | 2e tour (1/32)  | Fritz Buehning  |
| 1983  | —                | —                | 1er tour (1/64)          | H. Günthardt             | —         | —         | 1er tour (1/64) | Roscoe Tanner   |
| 1984  | —                | —                | 2e tour (1/32)           | H. Günthardt             | —         | —         | 3e tour (1/16)  | Ivan Lendl      |
| 1985  | —                | —                | 1er tour (1/64)          | Mike De Palmer           | —         | —         | 1er tour (1/64) | Lloyd Bourne    |
| 1986  | —                | —                | —                        | —                        | —         | —         | 1er tour (1/64) | Chip Hooper     |
| 1987  | —                | —                | —                        | —                        | —         | —         | 2e tour (1/32)  | Andrew Castle   |
| 1988  | —                | —                | 1er tour (1/64)          | Pat Cash                 | —         | —         | 2e tour (1/32)  | Scott Davis     |
| 1989  | 1er tour (1/64)  | T. Woodbridge    | 2e tour (1/32)           | Jim Courier              | —         | —         | 1er tour (1/64) | Darren Cahill   |
| 1990  | 1er tour (1/64)  | A. Volkov        | —                        | —                        | —         | —         | —               | —               |
| 1991  | —                | —                | —                        | —                        | —         | —         | 2e tour (1/32)  | Michael Stich   |
| 1992  | —                | —                | —                        | —                        | —         | —         | 1er tour (1/64) | Alexander Mronz |

N.B. : à droite du résultat se trouve le nom de l'ultime adversaire.